# Dombeya ianthotricha
Dombeya ianthotricha är en malvaväxtart som beskrevs av Arenes. Dombeya ianthotricha ingår i släktet Dombeya och familjen malvaväxter. Inga underarter finns listade i Catalogue of Life.